# Feixà de la Serra
El Feixà de la Serra, en alguns mapes Feixar de la Serra, és un feixà del terme de Sant Esteve de la Sarga, al Pallars Jussà, en el territori del poble d'Alzina.
Està situat al nord del poble, al vessant nord-est de la Serra d'Alzina, i del Tossal de les Forques en concret. És a l'extrem nord-est del terme municipal.